# Sergueï Makovski
Sergueï Konstantinovitch Makovski (en russe : Серге́й Константи́нович Мако́вский) (27 août 1877, Saint-Pétersbourg — 13 mai 1962, Paris) est un poète russe, critique d'art et organisateur d'expositions de peinture, éditeur de la revue « Apollon ».
Il est le fils de Konstantin Makovski et le petit-fils d'Egor Makovski, ce dernier étant un des fondateurs de l'École de peinture, de sculpture et d'architecture de Moscou.

## Biographie
En 1890, Sergueï Makovski entre au lycée impérial Alexandre à Saint-Pétersbourg, mais est renvoyé pour mauvaise conduite malgré ses bons résultats généraux. À l'automne 1893, il entre au lycée Gourevitch où il termine son cycle d'études secondaires. Il décide d'entrer à l'Université d'État de Saint-Pétersbourg en 1896, après avoir réussi les deux examens d'entrée : un en latin et un en grec puis choisit la faculté de sciences naturelles.
Makovski en imposait à Saint-Pétersbourg par son aspect extérieur élégant. Il était distant dans ses rapports humains, se distinguait par une grande culture et un goût sûr.
Il commence à publier en 1898, comme critique d'art, à la suite de la demande de l'éditeur de la revue littéraire populaire le « Monde divin » Alexandre Davidovoï. Son premier article est consacré à la décoration de la cathédrale Saint-Vladimir de Kiev par Victor Vasnetsov. En 1898 il fait la connaissance de Serge de Diaghilev et de Dimitri Philosophoff.
Durant les années 1906 à 1908, il donne des cours d'histoire de l'art à l'école de la Société impériale d'encouragement des beaux-arts. À partir de 1909 et jusqu'en 1917 il est le rédacteur-fondateur de la revue artistique « Apollon » à Saint-Pétersbourg, qui revue succédait à la revue « Mir iskousstva ».

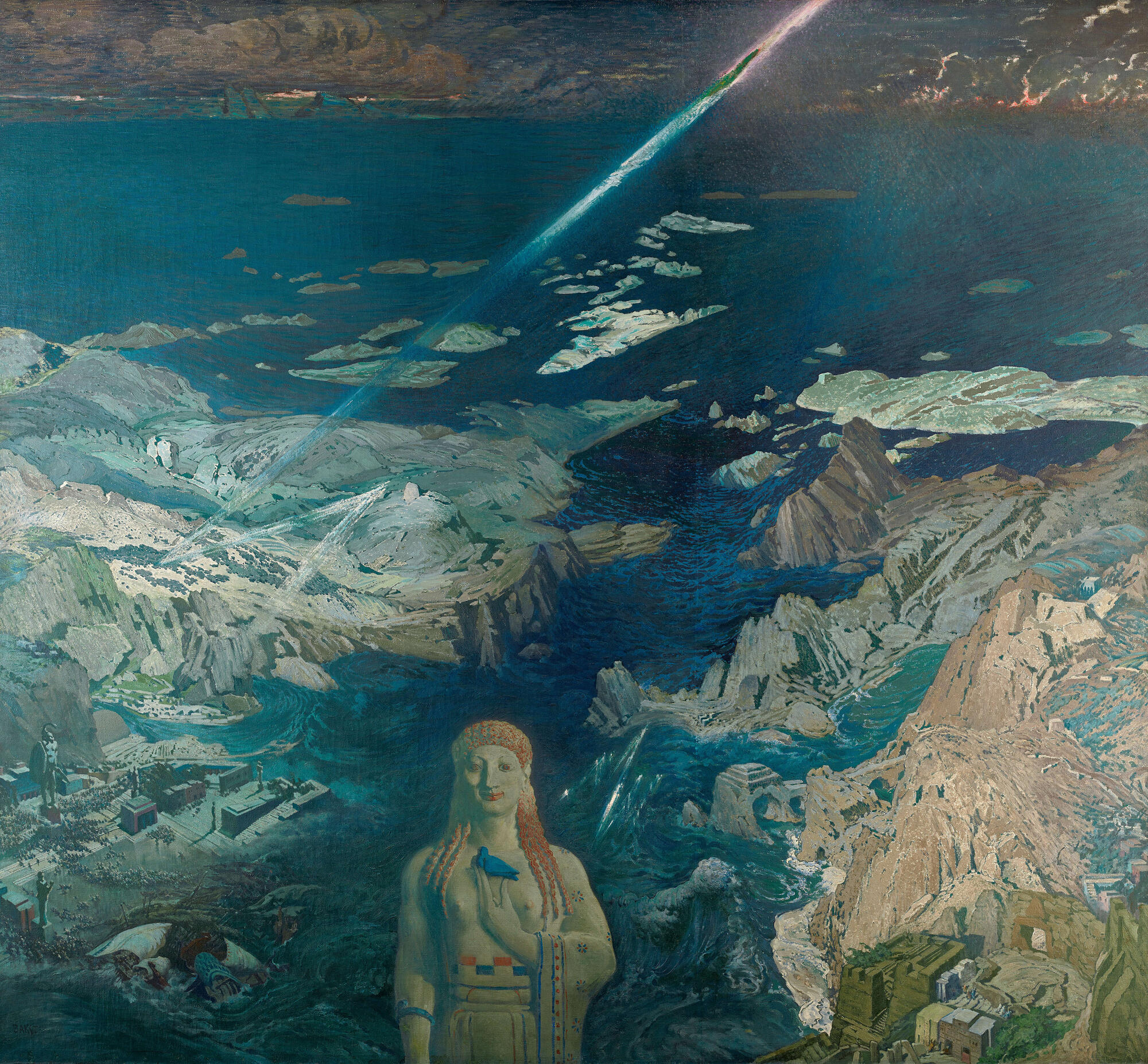
Terror Antiquus de Léon Bakst (1908).

En janvier 1909 il organise une exposition générale de l'art moderne russe intitulée « Salon » au Palais Menchikov. Il rassemble des artistes de gauche et de droite : Léon Bakst, Vassily Kandinsky, Alexandre Benois, Bilibine, Sergueï Soudeïkine, Roerich, Kouzma Petrov-Vodkine, et le peintre musicien Mikalojus Konstantinas Čiurlionis. Des concerts sont organises avec au programme des œuvres de Mikalojus Konstantinas Čiurlionis, de Scriabine, de Nikolaï Medtner.
Lors de l'exposition, le tableau Terror Antiquus de Bakst est exposé pour la première fois en Russie, après avoir connu un triomphe au Salon d'automne à Paris en 1908. Il publie au même moment ses essais les plus diffusés : « Pages de critique artistique » (en trois tomes).
Makovsky souhaitait exporter l'art russe en Occident et inversément importer l'art occidental en Russie.
En 1910, le ministère belge des Arts et des Sciences lui demande d'organiser une section russe pour l'« Exposition universelle de 1910 ». Il choisit des œuvres d'artistes de « Mir iskousstva » : Léon Bakst, Bilibine, Mstislav Doboujinski, Roerich. La même année l'association « Mir iskousstva » lui demande d'organiser une exposition à Paris à la galerie Bernheim-Jeune. En 1912 il organise avec le baron Nikolaï Wrangel l'exposition « Cent ans de peinture française » à Saint-Pétersbourg. Il s'agissait de la première exposition de la peinture française qui était aussi complète, présentant un panorama du XIXe avec des tableaux de David à Ingres et de Cézanne à Gauguin. Makovski était reconnu comme "patron" d'une nouvelle culture classique, s'opposant aux tendances excessives. Il ne possédait pourtant pas l'aura de Diaghilev mais soutenait les mêmes artistes, que ce dernier avait soutenu dix ans auparavant. Sa revue « Apollon » était considérée par les jeunes révolutionnaires comme une citadelle du conservatisme du fait de l'animosité qu'elle inspirait à l'égard d'une avant-garde jugée trop "sauvage". La modération des goûts de Makovski lui fit écarter de sa revue les toiles de Larionov et de Gontcharova.
Mais sa revue était considérée comme maintenant les traditions nécessaires de « Mir iskousstva » par l'accent mis sur la synthèse entre les arts et l'alliance nécessaire des cultures russes et occidentales. Makovski témoigne de la nouvelle tendance à considérer l'histoire de l'art comme une véritable discipline et non pas comme une activité de dilettante. Sa revue témoigne par sa diversité dans ses choix, du sérieux des engagements de son animateur.
En 1920, il émigre. Au début, il part pour Prague, à partir de 1925, à Paris. De 1926 à 1932, il est des rédacteurs du journal « Résurrection », et de 1939 à 1944 président de l'« Association des écrivains russes » à Paris.
Entre 1941 et 1962, il publie, fait connaître la littérature russe du début du XXe siècle, rassemble les artistes russes vivant à Paris, donne des cours aux étudiants russes de mouvements chrétiens. En 1959, il participe à une association de cours de théologie pour jeunes-filles et à des discussions religieuses philosophiques. Il va également donner des cours à la Maison Pouchkine à Londres.
Mort en 1962, il est enterré au cimetière russe de Sainte-Geneviève-des-Bois.

## Recueils

### Vers
- Recueil de vers, 1905
- Le soir, Paris, 1941
- Somnium breve, Paris, 1948
- Dieu dans la maison, Paris, 1951
- Dans le bois, Munich, 1956
- Encore une page, Paris, 1957
- Requiem, Paris, 1963

### Prose
- Портреты современников. [Portraits de contemporains]. Статьи, New York, 1955, New York, lire en ligne.
- На Парнасе «Серебряного века». [Au Parnasse de l'âge d'argent - Munich]. Статьи, Мюнхен, 1962.

### Rédacteur artistique
- Страницы художественной критики. В 3-х тт., 1906—1913 (Pages de critiques artistiques)
- В. А. Серов, 1915 (V Serov)
- Силуэты русских художников, Praha, 1922 (Silhouettes d'artistes russes)
- Последние итоги живописи, Berlin, 1922 (Derniers bilans de la peinture)
- Графика М. В. Добужинского, Berlin, 1922 (Graphie de Doboujinski)
- Народное искусство Подкарпатской Руси, Praha, 1922 (art russe des bas-Carpates)